# Bombe sexuelle
Le terme bombe sexuelle est une expression initialement dérivée de l'expression américaine des années 1940 « bombshell », c'est-à-dire en forme d'ogive de bombe, avec ses courbes cintrées/évasées, rappelant celles des pin-ups plantureuses de l'époque. Le terme révèle en même temps le côté sexuellement explosif prêté aux icônes populaires du sexe féminin de l'époque.
Largement repris dans la plupart des langues depuis, le terme sex-bomb ou bombe sexuelle désigne dans l'usage moderne, une femme très séduisante, sexuellement attirante,,.  Le dictionnaire d'étymologie en ligne de Douglas Harper (en) atteste l'usage de ce terme dans ce sens depuis 1942.

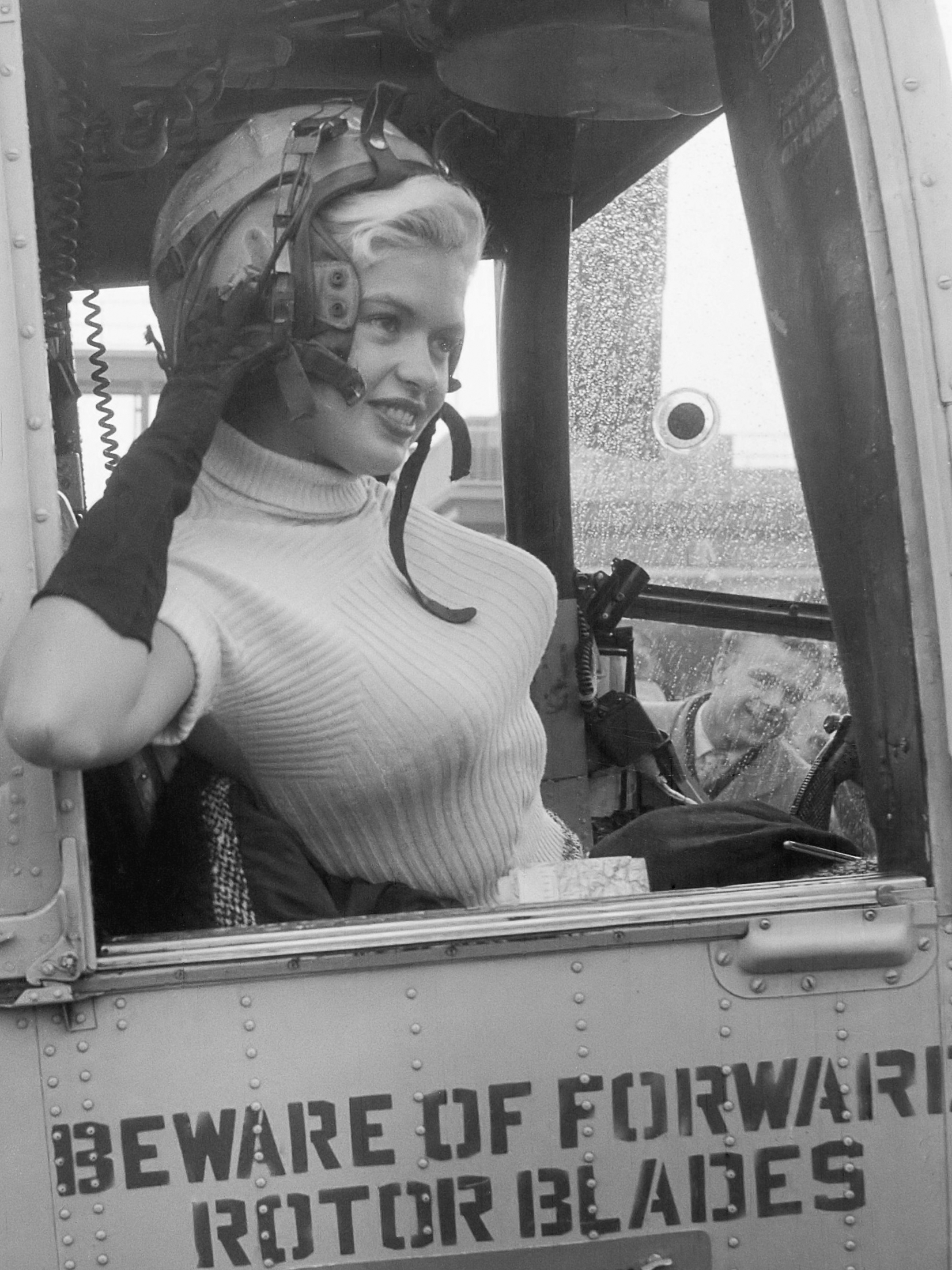
la Sexbombe Jayne Mansfield en 1957.

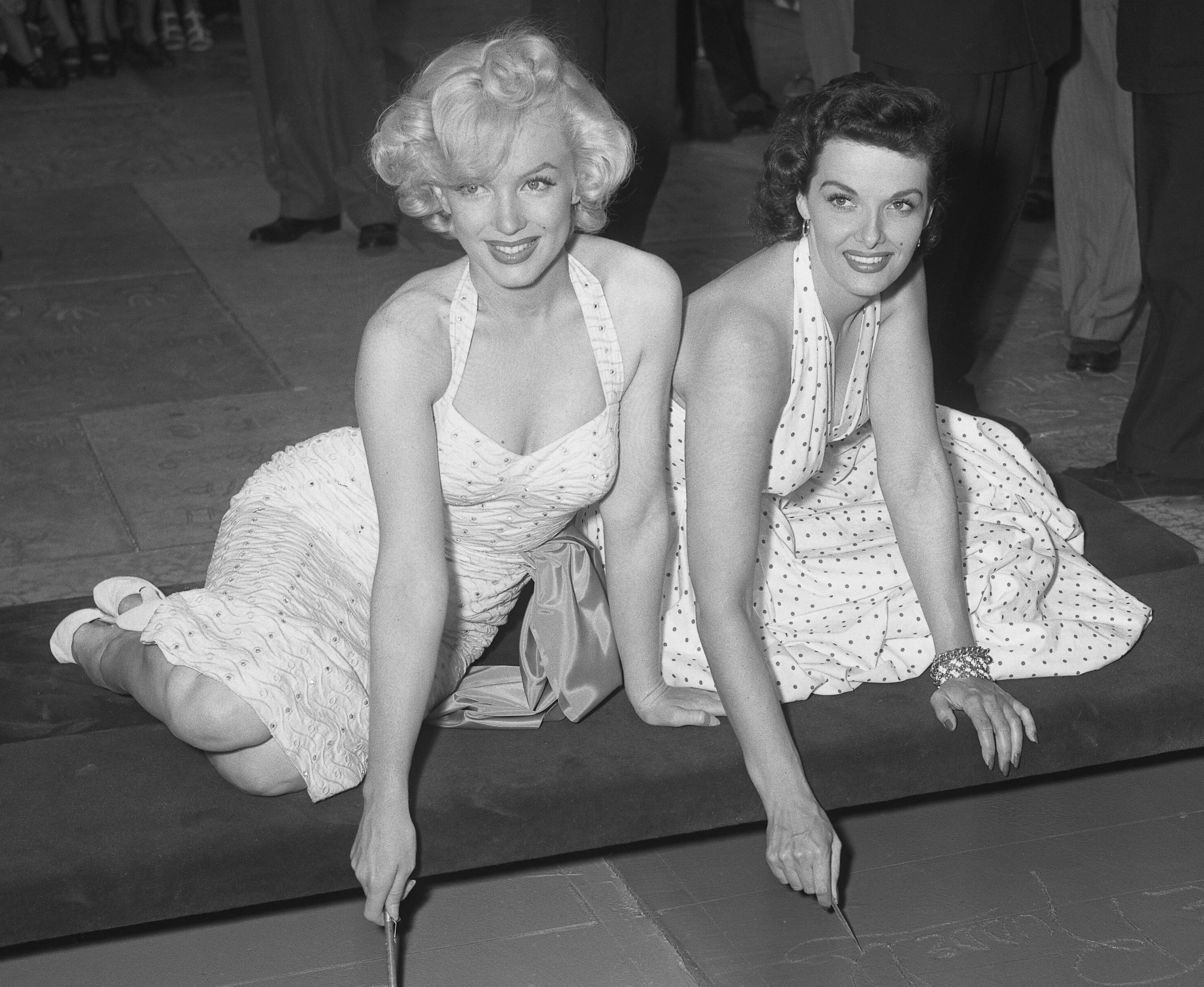
Marilyn Monroe et Jane Russell, « bombes » des années 1950.

Une bombe sexuelle, ou simplement « bombe » se distingue du « sex-symbol », terminologie plutôt réservé à une célébrité ou vedette, alors que la « bombe » peut se référer à une personne non forcément médiatisée, une personne même anonyme mais qui suscite un désir sexuel particulièrement fort.

## Histoire

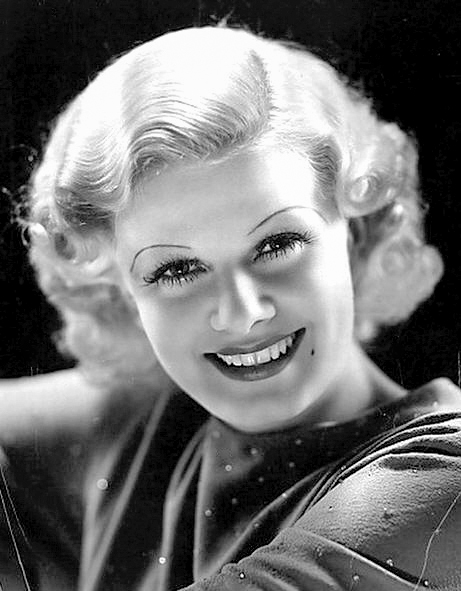
Jean Harlow, la Bombe Blonde Platine, en 1937.

La première femme à qui fit référence le terme « bombshell » fut Jean Harlow, surnommée la « bombe blonde » pour son film La Blonde platine (Platinum Blonde) en 1931,,,. Deux ans plus tard, Jean Harlow joue dans le film Metro-Goldwyn-Mayer Bombshell (Mademoiselle Volcan) (1933). L’un des slogans sur les affiches est « charmante, somptueuse, exotique,… Jean Harlow, la bombe blonde du film. »

## Littérature
- Guus Luijters, Gerard Timmer 1988: Sexbomb, The Life and Death of Jayne Mansfield, Secaucus, New Jersey: Citadel Press.
- Jürgen Trimborn 1997: Die Pose als Inszenierungsmittel der Sexbombe im amerikanischen Film der fünfziger und sechziger Jahre, Köln: Leppin.